# Traité de la haute mer
Le traité des Nations unies sur la haute mer ou traité sur la biodiversité au-delà de la juridiction nationale (en anglais Biodiversity Beyond National Jurisdiction treaty (« BBNJ »)) est un instrument juridique contraignant visant à « la conservation et l'utilisation durable de la diversité biologique marine dans les zones situées au-delà de la juridiction nationale », c'est-à-dire y compris dans les eaux internationales. Il s'agit d'un accord en vertu de la Convention des Nations Unies sur le droit de la mer (UNCLOS).
Le texte a été finalisé lors d'une conférence intergouvernementale à l'ONU le 4 mars 2023 et adopté le 19 juin 2023. 

## Histoire

### Contexte
En 1956, la 1ère Conférence sur le droit de la mer a lieu en Suisse à Genève. Cette conférence permet la création de 4 traités internationaux dont la convention sur la haute mer.
En 1994, la Convention des Nations unies sur le droit de la mer entre en action après la ratification de 60 de ses États signataires.

### Signature et adoption

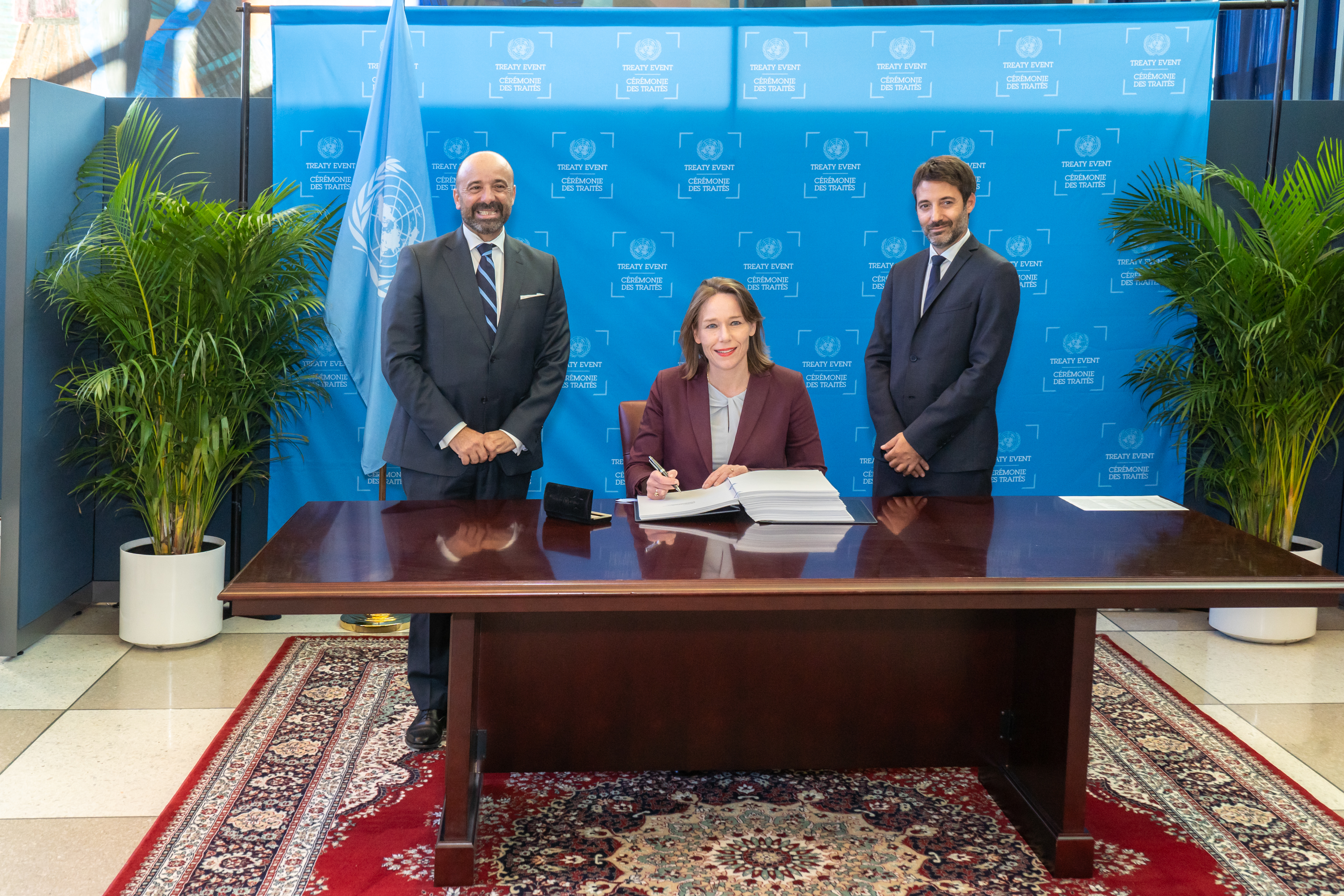
La Ministre néerlandaise des affaires étrangères, Hanke Bruins Slot, signant l'Accord au Siège des Nations Unies, le 20 septembre 2023

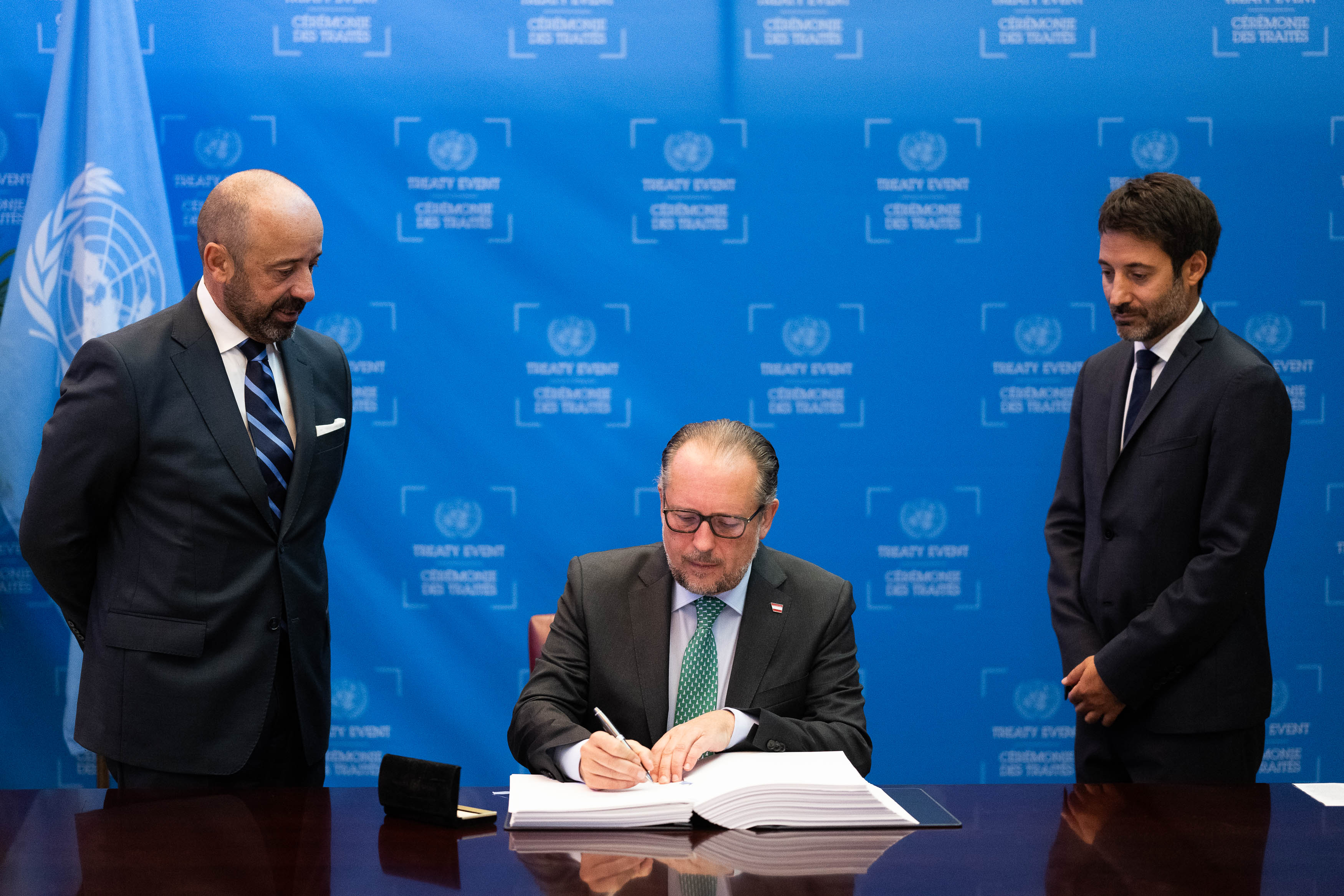
Le Ministre fédéral des affaires étrangères autrichien, Alexander Schallenberg, signant l'Accord au Siège des Nations Unies, le 20 septembre 2023

Après cinq sessions de travail entre 2018 et 2023, le texte a été finalisé lors d'une conférence intergouvernementale à l'ONU (à New York) le 4 mars 2023 et adopté le 19 juin 2023. 105 États, parmi lesquels les États membres de l’Union européenne (UE) dont la France, ou encore les États-Unis, la Chine, les pays du Pacifique ont signé ce traité majeur pour la survie de l'Océan. Les États et les organisations régionales d'intégration économique peuvent devenir parties au traité. L’accord BBNJ est ouvert à signature pendant deux ans. 
La France a ratifié le texte en novembre 2024. En juin 2025, avant la conférence de l’ONU sur les océans à Nice, en présence de plusieurs dizaines de chef d'État, le traité déjà ratifié par 31 pays pour 116 État signataires. A la sortie de la conférence, 49 États membres ont ratifié le texte.

## Contenu
Le traité aborde quatre thèmes , : 
1. les ressources génétiques marines (RGM), y compris le partage juste et équitable des avantages ;
2. les outils de gestion par zone (OGZ), y compris les aires marines protégées (AMP) ;
3. L'obligation de réaliser des évaluations d'impact environnemental (EIE) ;
4. Le renforcement des capacités et transfert de technologies marines (CB&TMT).

Les outils de gestion par zone et les évaluations d'impact environnemental concernent principalement la conservation et l'utilisation durable de la biodiversité marine, tandis que les ressources génétiques marines et le renforcement des capacités et le transfert de technologie marine incluent des questions de justice économique et d'équité.
La principale réalisation est la nouvelle possibilité de créer des aires marines protégées dans les eaux internationales. Ce faisant, l'accord permet désormais de protéger 30% des océans d'ici 2030 (partie de l'objectif "30 / 30" de la CDB),.
Ce traité est parvenu à un niveau d'ambition rarement atteint pour un texte international, à tel point que Greenpeace l'a qualifié de « plus grande victoire écologique de tous les temps ».